# Júnior Morais
Iraneuton Sousa Morais Júnior (São Luís, 22 de julho de 1986), mais conhecido como Júnior Morais ou Júnior Maranhão, é um futebolista brasileiro, que atua como lateral-esquerdo. Atualmente defende o Gaziantep FK.

## Títulos
Astra Giurgiu
- Campeonato Romeno: 2015–16
- Copa da Romênia: 2013–14
- Supercopa da Romênia: 2014, 2016